# Christian Matheson
Christian Eduardo Matheson Villán (Punta Arenas, 17 de diciembre de 1957) es un arquitecto y político chileno. Desde 2022 ejerce como diputado por el Distrito N°28 de la Región de Magallanes como independiente en un cupo de Evolución Política (Evópoli). Anteriormente se desempeñó como Seremi de Vivienda y Urbanismo (2010-2012) y como intendente de Magallanes (2018).

## Primeros años de vida
Hijo de Roderick Guillermo Matheson Rayment y de Josefina Villán Muñiz. Realizó sus estudios básicos en The British School y los medios en el Liceo Salesiano San José. Curso dos años de estudio en Ingeniería Civil y posteriormente, se tituló de arquitecto en la Pontificia Universidad Católica de Chile.

### Matrimonio e hijos
Contrajo matrimonio con María Alejandra Mujica del Real, el 8 de enero de 1987.

## Vida pública
Ejerció su profesión en la Dirección General de Deportes y Recreación (Digeder), antecesora del Instituto Nacional del Deporte (IND), entre 1987 y 2002. 
Fue seremi de Vivienda y Urbanismo en la Región de Magallanes por espacio de dos años y medio, durante el primer gobierno de Sebastián Piñera. En el segundo gobierno de Piñera, tuvo un corto periodo como Intendente de la Región de Magallanes, entre el 11 de marzo de 2018 y el 10 de julio del mismo año.
Entre los años 1992 y 2010, se desempeñó como Cónsul Honorario de los Países Bajos en Magallanes y en el año 2011, recibió el título de Caballero de la Orden de Orange-Nassau.
En las primeras elecciones de gobernadores regionales de 2021 se presentó como candidato independiente, sin ser electo.
Para las elecciones parlamentarias de 2021 se presentó como candidato a diputado independiente, en un cupo de Evópoli y por la lista Chile Podemos Más, por el Distrito N°28, que comprende las comunas de Cabo de Hornos y Antártica, Laguna Blanca, Natales, Porvenir, Primavera, Punta Arenas, Río Verde, San Gregorio, Timaukel y Torres del Paine. Fue electo con 7.220 votos, equivalentes al 11,11% del total de los sufragios válidamente emitidos. Asumió el cargo el 11 de marzo de 2022, integrando las comisiones permanentes de Economía, Micro, Pequeña y Mediana Empresa; Protección de los Consumidores y Turismo; Minería y Energía; Zonas Extremas y Antártica Chilena y Régimen Interno.

## Historial electoral

### Elección de gobernadores regionales de 2021
- Elección de gobernador regional de 2021, para la Región de Magallanes[1]

|  | 42,12 % |

|  | 22,33 % |

|  | 14,79 % |

|  | 12,14 % |

|  | 8,62 % |

|  | 93,46 % |

|  | 2,77 % |

|  | 3,77 % |

|  | 100 % |

|  | 39,26 % |

### Elecciones parlamentarias de 2021
- Elecciones parlamentarias de 2021, candidato a diputado por el distrito 28 (Cabo de Hornos y Antártica, Laguna Blanca, Natales, Porvenir, Primavera, Punta Arenas, Río Verde, San Gregorio, Timaukel y Torres del Paine).[2]

| Candidato                    | Pacto                          | Partido | Votos  | %     | Resultado |
| ---------------------------- | ------------------------------ | ------- | ------ | ----- | --------- |
| Carlos Bianchi Chelech       | Independiente (Fuera de pacto) | IND     | 26 248 | 40.38 | Diputado  |
| Christian Matheson Villán    | Chile Podemos Más              | IND-EVO | 7230   | 11.12 | Diputado  |
| Javiera Morales Alvarado     | Apruebo Dignidad               | IND-CS  | 4563   | 7.02  | Diputada  |
| Jaime Jelincic Aguilar       | Nuevo Pacto Social             | PR      | 3254   | 5.01  |           |
| Luis Legaza Soto             | Dignidad Ahora                 | PH      | 2990   | 4.60  |           |
| Maximiliano Cárcamo González | Frente Social Cristiano        | PRCh    | 2936   | 4.52  |           |
| Doris Sandoval Miranda       | Apruebo Dignidad               | IND-CS  | 2420   | 3.72  |           |